# Страшевицьке нафтове родовище
Страшевицьке нафтове родовище — належить до Бориславсько-Покутського нафтогазоносного району Передкарпатської нафтогазоносної області Західного нафтогазоносного регіону України.

## Опис
Розташоване у Старосамбірському районі Львівської області на відстані 2,5 км від м. Старий Самбір.
Знаходиться у першому ярусі складок північно-західної частини Бориславсько-Покутської зони. Територія родовища почала вивчатися в 1974 р. Страшевицька структура є лускою північно-західного простягання, що сформувалася з фронтальної частини Старосамбірської складки і відокремлюється від неї невеликим насувом. Розміри складки 5х1 м, висота понад 400 м.
Перший промисловий приплив нафти отримано з утворень вигодської світи еоцену в 1995 р. (інт. 3295-3333 м).
Поклад пластовий, склепінчастий, тектонічно екранований. Режим покладу пружний та розчиненого газу. Колектори — пісковики та алевроліти, перешаровані пластами аргілітів. Запаси початкові видобувні категорій А+В+С1: нафти — 110 тис. т. Густина дегазованої нафти 843 кг/м³. Вміст сірки у нафті 0,27 мас.%.